# Interclassisme
Interclassisme és un terme que fa referència a qualsevol concepció política i social que promogui la col·laboració entre les diferents classes socials i la conciliació entre els seus diferents interessos, rebutjant el principi de lluita de classes i defensant la seva convivència harmònica. En els sistemes polítics contemporanis, l'interclassisme figura com una qualificació precisa, estructural o programàtica, d'alguns partits que solen ser partits "ordenats", o en tot cas moderats, i que poden comptar amb un ampli seguiment social.
Ideologies com el feixisme es posicionen com la tercera via entre el capitalisme liberal i el marxisme i abracen la col·laboració de classes. D'aquesta manera, el feixisme contraposa l'⁣individualisme del capitalisme liberal al qual oposa la unitat de les classes socials en interès nacional (a tal efecte, atribueix a l'Estat el paper de mediador en les disputes entre classes, distingint-se així de la visió marxista de la lluita de classes), i la lluita de classes propugnada pel marxisme, argumentant que les diferències entre els homes existeixen i són de naturalesa fructífera i positiva. Tot plegat parteix del supòsit que la prosperitat és possible gràcies al renaixement i la presa de consciència dels conceptes de Nació i Poble, gràcies als quals l'Estat torna a ser capaç d'actuar com a intermediari i resolutor de les diferències de classe.
Més enllà de la concepció general del sistema econòmic, el feixisme va dirigir el sindicalisme italià, socialista fins al 1921 i dedicat a la lluita de classes, primer cap a una forma nacionalista i després, després de la presa del poder, va establir els sindicats feixistes. Durant la República Social Italiana, el feixisme va proposar aleshores la socialització de l'economia.
L'⁣any 1927 es va publicar la Carta del Treball, un dels documents fonamentals del feixisme, amb el qual es va constituir el tribunal laboral, amb l'encàrrec de jutjar els conflictes entre capital i treball al marge de les reivindicacions violentes de totes les classes socials, com, des de l'Estat no tolerar cap forma de justícia privada, tant en l'àmbit civil com en el penal, això també hauria estat prohibit en el lloc de treball: aquesta decisió incloïa les prohibicions de vagues i tancaments patronals de 1926.
Entre 1927 i 1939, amb reformes graduals i a llarg termini, els sindicats feixistes van confluir en la creació de l'⁣estat corporatiu, amb l'estructuració de les cadenes de treball en corporacions, dins de les quals s'associaven treballadors i empresaris, corresponents a les diferents activitats econòmiques, posat sota el control del govern i reunit a la Cambra de Fasci i Corporacions. El concepte era reunir treball, capital i tecnologia a la mateixa corporació, harmonitzant les forces comunitàries des d'una perspectiva nacional i, de fet, la col·laboració de classe.
| « | Ma mentre il sindacalismo socialista, per la strada della lotta di classe, sfocia sul terreno politico, avente a programma finale la soppressione della proprietà privata e dell'iniziativa individuale, il sindacalismo fascista, attraverso la collaborazione di classe, sbocca nella corporazione, che tale collaborazione deve rendere sistematica e armonica, salvaguardando la proprietà, ma elevandola a funzione sociale, rispettando l'iniziativa individuale, ma nell'ambito della vita e dell'economia della Nazione. (...) È solo nella corporazione che si realizza l'unità economica nei suoi diversi elementi: capitale, lavoro, tecnica; è solo attraverso la corporazione, cioè attraverso la collaborazione di tutte le forze convergenti a un solo fine, che la vitalità del sindacalismo è assicurata. | » |

| «                  | (italià) Ma mentre il sindacalismo socialista, per la strada della lotta di classe, sfocia sul terreno politico, avente a programma finale la soppressione della proprietà privata e dell'iniziativa individuale, il sindacalismo fascista, attraverso la collaborazione di classe, sbocca nella corporazione, che tale collaborazione deve rendere sistematica e armonica, salvaguardando la proprietà, ma elevandola a funzione sociale, rispettando l'iniziativa individuale, ma nell'ambito della vita e dell'economia della Nazione. (...) È solo nella corporazione che si realizza l'unità economica nei suoi diversi elementi: capitale, lavoro, tecnica; è solo attraverso la corporazione, cioè attraverso la collaborazione di tutte le forze convergenti a un solo fine, che la vitalità del sindacalismo è assicurata. | (català) Però mentre el sindicalisme socialista, pel camí de la lluita de classes, porta al terreny polític, amb el programa final de supressió de la propietat privada i la iniciativa individual, el sindicalisme feixista, a través de la col·laboració de classe, porta a la corporació, la qual col·laboració ha de ser sistemàtica i harmònic, salvaguardant la propietat, però elevant-la a una funció social, respectant la iniciativa individual, però en el context de la vida i l'economia de la Nació. (...) Només a la corporació s'aconsegueix la unitat econòmica en els seus diferents elements: capital, treball, tecnologia; és només a través de la corporació, és a dir, a través de la col·laboració de totes les forces que convergeixen cap a un únic objectiu, que s'assegura la vitalitat del sindicalisme. | » |
| — Benito Mussolini | | |   |

El feixisme transmet un concepte organicista, on els ciutadans no són vistos com a entitats individuals, sinó com una part integrada d'un tot més gran, la comunitat nacional. Això implica que l'estat feixista considera que té el deure no només de mantenir l'ordre, sinó també de promoure la pau i la justícia social entre les diferents classes en conflicte, ja que prioritza l'interès nacional per sobre de l'interès individual.

## Doctrina social cristiana
L'interclassisme indica un dels components essencials del pensament social cristià. Tot i que alguns prefereixen utilitzar el terme solidarisme.
Es caracteritza pel rebuig del mite de classe (sigui burgès o proletari), no pas pel rebuig de la divisió de la societat en classes. És a dir, sosté que les diverses classes han de tendir a la col·laboració, també a través de la defensa dialèctica dels mateixos interessos legítims, i que l'⁣Estat ha d'aglutinar els diversos interessos en una síntesi unitària en el marc del bé comú.
L'interclassisme no és simplement una negociació entre interessos en conflicte: en el seu rol de protector de la justícia, l'Estat ha de assegurar un veritable desequilibri de forces donant suport als sectors més desfavorits.

## Altres moviments
Altres moviments que es basen en l'interclassisme són la tercera via, el distributisme, la socialdemocràcia moderada, el peronisme argentí i la doctrina econòmica mazziniana.

## Degeneracions
En casos de degeneració, l'interclassisme pot ser l'eina gràcies a la qual les classes dominants, en presentar els seus interessos com a interessos col·lectius, treuen incisivitat i eficàcia a les demandes dels estrats socials caracteritzats per unes condicions socioeconòmiques més desfavorides, amb l'objectiu de mantenir l'⁣statu quo.